# Angry Video Game Nerd: The Movie
Angry Video Game Nerd: The Movie («Злобный видеоигрово́й задро́т: Кино́») — американский независимый научно-фантастический комедийный фильм Кевина Финна и Джеймса Рольфа 2014 года. Джеймс Рольф также выступил и как сценарист, и как продюсер, и как главный герой. Фильм основан на одноимённом интернет-шоу, в котором Джеймс Рольф в роли Злобного Нёрда рассказывает о старых плохих видеоиграх. Бюджет фильма составил около $325,500 и был собран через краудфандинг.
Премьера фильма прошла 21 июля 2014 года в Египетском театре Граумана в Голливуде. Фильм был выпущен в интернете 2 сентября через сервис видео по запросу. На Blu-ray фильм вышел 14 декабря, DVD-версия появилась 13 мая 2015 года.

## Сюжет
В 1982 году Стивен Спилберг снял фильм «Инопланетянин», который имел большой успех. Компания Atari решила выпустить видеоигру по мотивам фильма для своей игровой приставки Atari 2600. Были потрачены огромные деньги на приобретение лицензии у Стивена Спилберга. Игра же создавалась одним человеком в сжатые сроки, поскольку нужно было успеть к Рождеству, когда родители будут покупать подарки для своих детей. Когда же игра E.T. вышла, она оказалась слишком сложной и непонятной для детей. Огромное количество картриджей было не распроданно, большое число уже купленных копий игры было возвращено назад. Atari понесла огромные убытки. Поскольку компания имела большое влияние на рынке видеоигр, то её проблемы в следующем 1983 году обрушили игровую индустрию. Появилась даже легенда, что несколько миллионов нераспроданных копий игры E.T. Atari вывезла в пустыню и захоронила там. Ну, а поскольку эта игра старая и плохая, то фанаты Злобного Нёрда требуют от него сделать на неё обзор. Нёрд же отказывается от этого под различными предлогами, поскольку эта игра тяжело травмировала его в детстве.
В это время на Злобного Нёрда обращают внимание маркетологи из компании Кокбёрн. Они подмечают интересную закономерность. Нёрд ведёт в интернете своё шоу, где рассказывает людям о старых плохих видеоиграх, пытаясь уберечь игроков от них. Однако реакция на его видео совершенно противоположная. Люди наоборот стараются достать эти игры и поиграть в них, прекрасно понимая, что они будут плохими. Маркетологи решают сыграть на этом. Они создают игру E.T. 2 совершенно не тратясь на её разработку и специально делая её плохой. Следующий их шаг — уговорить Нёрда сделать на неё обзор.
Нёрда же всё мучают ночные кошмары, где его преследует инопланетянин из игры E.T. В конце концов, он решает, что ему нужно ехать в Нью-Мексико, чтобы найти это захоронение с картриджами. Сам Нёрд уверен, что никакого захоронения не существует и если он сможет всем это доказать, то игра E.T., как ему кажется, перестанет преследовать его. Друг Нёрда Купер берёт на себя организацию этого путешествия. Он договаривается обо всём с компанией Кокбёрн, которые предоставляют всё необходимое для путешествия оборудование и нанимают добровольцев, которые будут проводить раскопки. Взамен они лишь хотят, чтобы Нёрд сделал обзор на их игру E.T. 2. От Кокбёрн в поездку отправляется Мэнди, её задача снять фильм об этой поездке.
На месте раскопок вся эта компания привлекает внимание военных. Нёрд и его друзья постоянно обсуждают какого-то «Инопланетянина», а поскольку место предполагаемого захоронения находится недалеко от Розуэлла, то военные думают, что эти люди ищут инопланетянина потерпевшего здесь крушение в 1947 году. Военные прибывают на место и всех разгоняют. Тогда Нёрд предлагает просто найти создателя игры E.T. Говарда Скотта Уоршоу и спросить про реальность захоронения у него. Вместо Говарда Уоршоу они случайно находят некоего доктора Луиса Зандора, который подтверждает легенду. Однако он уточняет, что захоронение было сделано не Atari, а военными, поскольку в игре E.T. был зашифрован план Зоны 51 и если ему следовать, то можно найти настоящего инопланетянина, того из 1947 года. В это время руководство компании Кокбёрн придумывает новую акцию — они устроят презентацию своей E.T. 2 в пустыне, прямо на свалке Atari. Им ничего не известно об угрозе военных, которые к тому же похищают Мэнди.
Нёрд прибывает на свалку, чтобы успокоить людей и уговорить их разойтись. Он объясняет всем, что легенда про захоронение — это всего лишь миф. Фанаты Нёрда верят ему и начинают расходиться. Внезапно появляется настоящий Говард Скотт Уоршоу, который рассказывает людям всю правду, и про захоронение, и про игру E.T., и про Зону 51. Нёрд не верит в это и решает, наконец, положить этому конец. Он отправляется в Зону 51, где попадает в плен к военным. На его глазах одержимый генерал запускает ракету в гору Фудзи, которую считает памятником Atari (логотип Atari похож на эту гору). Нёрда из плена освобождает инопланетянин, с которым они покидают базу на истребителе. От взрыва на Фудзи пробуждается злое существо Дэдмозикс, спящее под горой. Оно начинает всё разрушать на своём пути. Кусочки же настоящего корабля инопланетянина находятся в каждом картридже игры E.T., куда их спрятал доктор Зандор. Инопланетянин, используя свои способности, воссоздаёт свой космический корабль и при помощи Нёрда одолевает Дэдмозикса.
Все собираются на свалке Atari, где Нёрд делает обзор на игры E.T. 2 и E.T. Говоря об E.T. Нёрд соглашается, что эта игра раздражающая и что в ней сложно разобраться. При этом он отмечает, что вообще-то она довольно продуманная для своего времени. В конце Нёрд говорит, что не считает эту игру «худшей игрой всех времён».

## В ролях
- Джеймс Рольф — Злобный Нёрд
- Джереми Суарес — Купер
- Сара Гленденинг — Мэнди
- Стивен Мендел — генерал Дарк Онвард
- Хелена Баррет — сержант Макбаттер
- Тайм Уинтерс — доктор Луис Зандор
- Бобби Рид — Берни Кокбёрн
- Эдди Пепитон — мистер Свонн
- Робби Рист — инопланетянин (голос)
- Мэтт Конант — Дэдмозикс
- Андре Медоуз — покупатель в магазине
- Говард Скотт Уоршоу — играет себя
- Мэтт Брюэр — доктор Луис Зандор в молодости
- Нэйтан Барнатт — Кит Эпикери

Камео:
- Кайл Джастин — парень с гитарой
- Майк Матей — играет себя
- Дэвид Дастмалчян — сержант L. J. Ng
- Пэт Контри — разочарованный геймер
- Беар МакКрири — зомби
- Даг Уокер — играет себя
- Ллойд Кауфман — играет себя
- Джейсон Джейнс — зомби
- Джастин Кармикал — играет себя

## Саундтрек
Саундтрек для фильма сочинил Беар МакКрири с которым Джеймс Рольф уже работал вместе в эпизоде своего шоу «How The Nerd Stole Christmas». В саундтреке звучат композиции в стиле рок-н-ролл, хеви-метал, а также с использованием симфонического оркестра. В треки МакКрири также добавлял и синтезированные элементы в стиле звучания игровых приставок NES, SNES и Sega Genesis. На альбом с саундтреком вошли два ремикса на МакКрири, а также две песни, написанные его братом Бренданом МакКрири и исполненные его группой Young Beautiful in a Hurry. Альбом был выпущен в iTunes Store 2 сентября 2014 года.

## Рецензии
Фильм получил смешанные отзывы от критиков. В газете Мичиганского университета The Michigan Daily вышла негативная рецензия. Там отметили, что в целом фильм снят довольно хорошо, но все эти многочисленные малобюджетные спецэффекты выглядят жалко. При этом сам фильм затянут, смотреть его скучно и в фильме мало фансервиса. Было недовольство и из-за введения новых персонажей (Купер и Мэнди), вместо того, чтобы использовать различных полюбившихся героев, которые появлялись в обзорах Нёрда за эти 10 лет (да, они есть в фильме, но в крошечных камео). Но главная претензия сводилась к тому, что, по мнению автора обзора, фильм просто не смешной. При этом в рецензии похвалили саундтрек. В журнале The Hollywood Reporter указав на недостатки фильма всё же предположили, что со временем он приобретёт культовый статус. Сайт Blu-ray.com оценил фильм на 7 баллов из 10.

## Продолжение
В 2015 году в интервью Дагу Уокеру (Ностальгирующий Критик) Джеймс Рольф рассказал, что у него есть идеи для шести потенциальных фильмов про Злобного Нёрда. Хотя Рольф не полностью исключил возможность продолжения, он сказал, что это крайне маловероятно из-за нехватки времени, поскольку на создание «Angry Video Game Nerd: The Movie» ушло несколько лет, и он предпочёл бы сосредоточиться на других кинопроектах. Однако Рольф заявил, что у них были идеи, в том числе на продолжение, основанное на недостающих призах конкурса Atari Swordquest.